# 7121 Busch
7121 Busch este un asteroid din centura principală de asteroizi.

## Descriere
7121 Busch este un asteroid din centura principală de asteroizi. A fost descoperit pe 10 ianuarie 1989 la Tautenburg de Freimut Börngen. El prezintă o orbită caracterizată de o semiaxă mare de 2,89 ua, o excentricitate de 0,09 și o înclinație de 2,6° în raport cu ecliptica.